# Instytut Historii Sztuki Uniwersytetu Jagiellońskiego
Instytut Historii Sztuki – jednostka organizacyjna Wydziału Historycznego Uniwersytetu Jagiellońskiego w Krakowie.

## Historia
Instytut powstał w 1882 roku jako pierwsza katedra historii sztuki na ziemiach polskich (nosiła wówczas nazwę Katedry Historii Sztuki).  W 1882 katedrę objął Marian Sokołowski, w 1910 przejął ją Jerzy Mycielski, a w 1929 Tadeusz Szydłowski. Od 1956 roku istnieje jako Instytut Historii Sztuki.
Siedziba katedry (właściwie Gabinetu Historii Sztuki) znajdowała się początkowo w Collegium Wróblewskiego (1885–1887), następnie w Collegium Novum (1887–1939), Collegium Nowodworskiego (1945–1949), Collegium Maius (1949–1992). Od 1992 siedzibą Instytutu jest Collegium Iuridicum przy ul. Grodzkiej 53.

### Dyrektorzy
Dyrektorami Instytutu:
1. Wojsław (Vojeslav) Molè (1956–1960),
2. Adam Bochnak (1960–1970),
3. Mieczysław Porębski (1970–1979), wicedyrektorami kolejno: Klementyna Żurowska, Adam Małkiewicz,
4. Adam Małkiewicz (1979–1984)[1], wicedyrektor: Jan Ostrowski,
5. Jerzy Gadomski (1984–1991),  wicedyrektor: Anna Różycka Bryzek,
6. Adam Małkiewicz (1991–1992),  wicedyrektor: Anna Różycka Bryzek,
7. Anna Różycka-Bryzek (1993–1996),  wicedyrektor: Tomasz Gryglewicz,
8. Tomasz Gryglewicz (1996–1999), wicedyrektor: Marcin Fabiański,
9. Adam Małkiewicz (1999–2002), wicedyrektor: Wojciech Bałus,
10. Wojciech Bałus (2002–2008), wicedyrektorami kolejno: Marek Zgórniak, Małgorzata Smorąg-Różycka,
11. Piotr Krasny (2008–2012), wicedyrektor: Marek Walczak,
12. Andrzej Betlej (2012–2016)[2], wicedyrektor: Teresa Rodzińska-Chorąży,
13. Teresa Rodzińska-Chorąży (styczeń–wrzesień 2016), wicedyrektor: Rafał Quirini-Popławski,
14. Marek Walczak (2016–2024), wicedyrektorami kolejno: Teresa Rodzińska-Chorąży (2016–2019), Dobrosława Horzela (2019- czerwiec 2022), Mateusz Grzęda (czerwiec 2022-2024)
15. Piotr Krasny (2024–), wicedyrektor Mateusz Grzęda (2024-)

## Badacze związani z Instytutem

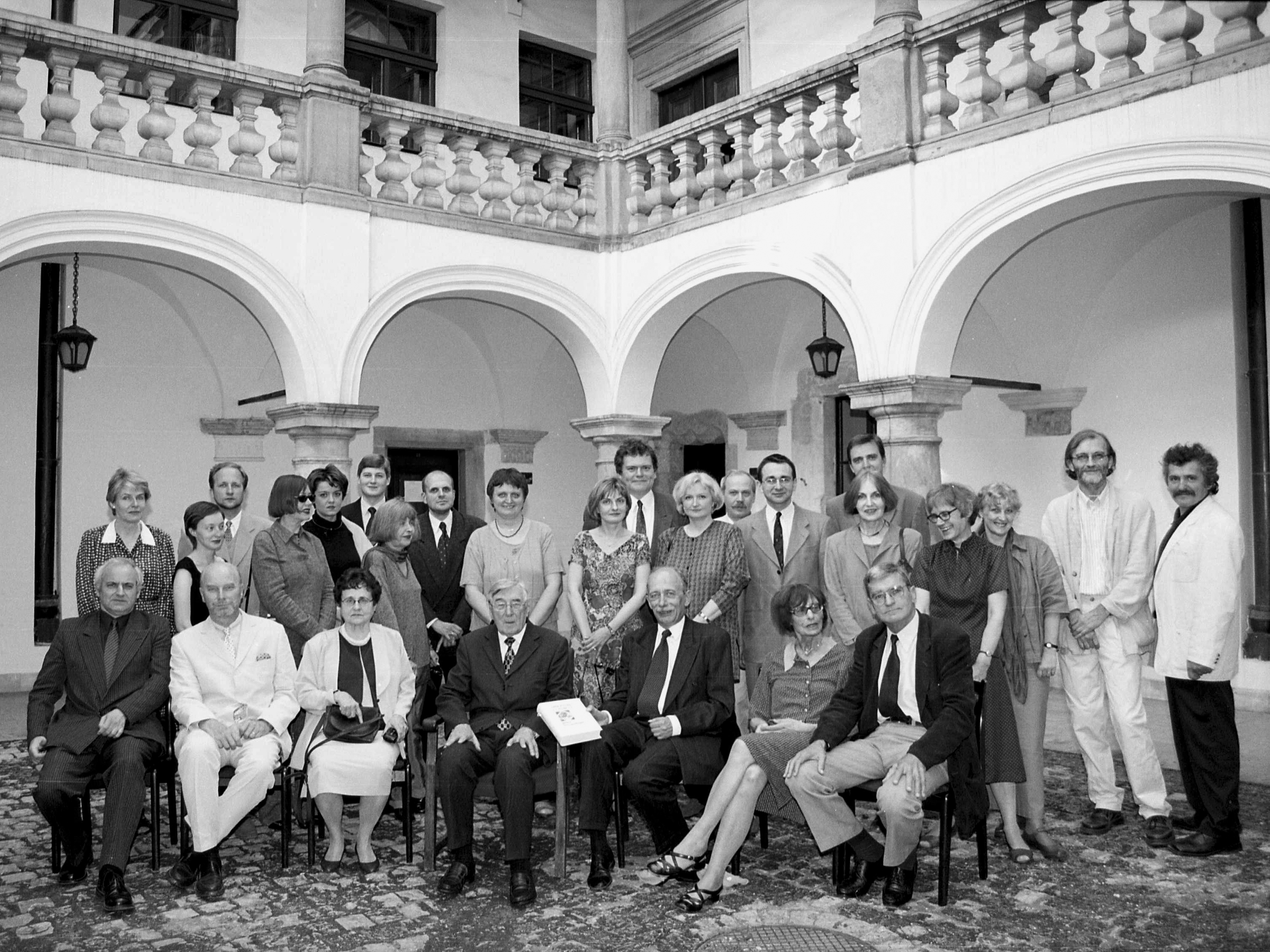
Kadra Instytutu Historii Sztuki UJ (rok 2002)
Stoją: m.in. (od lewej): Julian Chyra, Dobrosława Horzela, Andrzej Szczerski, Maria Hussakowska-Szyszko, Wojciech Walanus, Marta Giżyńska-Matecka, Piotr Krasny, Anna Baranowa, Małgorzata Smorąg-Różycka, Marek Walczak, Teresa Rodzińska-Chorąży, Michał Śmidowicz, Marek Zgórniak, Sławomir Skrzyniarz, Helena Małkiewiczówna, Krystyna Czerni, Aleksander Siemaszko, Adam Rzepecki
Siedzą:Tomasz Gryglewicz, Jan Ostrowski, Klementyna Żurowska, Lech Kalinowski, Adam Małkiewicz, Anna Różycka-Bryzek, Jerzy Gadomski

Do badaczy związanych z Instytutem należą m.in.
- dr Wanda Altendorf,
- mgr Anna Baranowa,
- prof. Adam Bochnak,
- prof. Ewa Chojecka,
- dr Krystyna Czerni,
- prof. Tadeusz Dobrowolski,
- prof. Karol Estreicher jr.,
- dr Andrzej Fischinger,
- prof. Jerzy Gadomski,
- prof. Tomasz Gryglewicz,
- prof. Lech Kalinowski,
- prof. Józef Lepiarczyk,
- mgr Helena Małkiewiczówna,
- prof. Adam Małkiewicz,
- prof. Jerzy Miziołek,
- prof. Wojsław Mole,
- prof. Tadeusz Mańkowski,
- prof. Jacek Purchla,
- prof. Mieczysław Porębski,
- dr Juliusz Ross,
- prof. Anna Różycka-Bryzek,
- Adam Rzepecki,
- prof. Jan Samek,
- mgr Aleksander Siemaszko,
- prof. Jerzy Szablowski,
- dr hab. inż. Tomasz Węcławowicz,
- dr Jerzy Żarnecki,
- prof. Klementyna Żurowska.

## Struktura Instytutu
- Zakład Historii Sztuki Średniowiecznej i Bizantyńskiej:
  1. prof. dr hab. Marek Walczak,
  2. dr hab. Teresa Rodzińska-Chorąży, prof. UJ,
  3. dr hab. Małgorzata Smorąg-Różycka, prof. UJ,
  4. dr hab. Dobrosława Horzela,
  5. dr hab. Rafał Quirini-Popławski,
  6. dr Aneta Bukowska,
  7. dr Magdalena Ganczarska,
  8. dr Mateusz Grzęda,
  9. dr Sławomir Skrzyniarz.
- Zakład Historii Sztuki Nowożytnej:
  1. prof. dr hab. Andrzej Betlej
  2. dr hab. Michał Kurzej,
  3. dr Katarzyna Brzezina-Scheuerer,
  4. dr Agata Dworzak[3]
- Zakład Historii Sztuki Nowoczesnej:
  1. prof. dr hab. Andrzej Szczerski,
  2. dr Urszula Bęczkowska,
  3. dr Dorota Jędruch,
  4. dr Weronika Grzesiak,
  5. dr Jarosław Suchan.
- Zakład Teorii Sztuki i Ochrony Dóbr Kultury:
  1. prof. dr hab. Wojciech Bałus,
  2. prof. dr hab. Piotr Krasny,
  3. dr Magdalena Kunińska,
  4. dr Andrzej Siwek,
  5. dr Marcin Szyma,
  6. mgr Marek Świdrak.
- Międzyuczelniane Centrum Badań Witrażowych[4]:
  1. kierownik prof. dr hab. Wojciech Bałus,
  2. mgr Grzegorz Eliasiewicz,
  3. mgr Justyna Kamińska,
  4. dr Joanna Utzig.
- Emerytowani Profesorzy:
  - Maria Hussakowska-Szyszko,
  - Jan K. Ostrowski,
  - Marcin Fabiański,
  - Marek Zgórniak.
- Biblioteka im. Profesora Lecha Kalinowskiego:
  - dr Jacek Radwan,
  - Violetta Korsakova
  - mgr inż. Mateusz Lepucki[5]
- Fototeka:
  - dr Wojciech Walanus

- Pracownia Fotograficzna:
  - dr Daniel Podosek

## Publikacje
Instytut wydaje:
- Materiały do dziejów sztuki sakralnej na ziemiach wschodnich dawnej Rzeczypospolitej, Kościoły i klasztory rzymskokatolickie dawnego województwa ruskiego, tomy 1-24 (wspólnie z Międzynarodowym Centrum Kultury w Krakowie), pod red. Jana Ostrowskiego; Kościoły i klasztory rzymskokatolickie  na obszarze dawnego województwa bełskiego, t. 1-2, pod red. Andrzeja Betleja
- serię Ars vetus et nova (wspólnie z wydawnictwem Universitas), t. 1-50, pod red. Wojciecha Bałusa
- serię Studia z Historii Sztuki Dawnej Instytutu Historii Sztuki Uniwersytetu Jagiellońskiego, t, 1-10,  pod red. Marka Walczaka
- serię DeArte, tom. 1-5, pod red. Piotra Krasnego
- serię Materiały do dziejów sztuki i kultury XVII i XVIII wieku, t. 1-9, pod red. Andrzeja Betleja
- czasopismo "Modus. Prace z historii sztuki", t. 1-24.